# تحية حليم
تحية محمد حليم (9 سبتمبر 1919 - 24 مايو 2003) فنانة تشكيلية مصرية اشتهرت بعاشقة النوبة
. ولدت في السودان في ما كان يعرف باسم سلطنة مصر، وهي الدولة المصرية تحت الحماية البريطانية بين عامي 1914 و1922.

## تعليمها
- كان تعليمها الأولى داخل القصر الملكى حيث نشأت مع والدها كبير ياوران الملك فؤاد.
- درست في المدارس الفرنسية بعض الوقت.
- ثم درست الرسم على أيدى أساتذة مثل يوسف طرابلسى (لبنانى) وجيروم (يونانى).
- ثم تتلمذت على يد الفنان حامد عبد الله بمرسمه عام 1943 وبعد زواجهما عام 1945 سافرا إلى باريس حيث التحقا بأكاديمية جوليان عام 1949 حتى 1951.

## العضوية
- عضو مجلس إدارة أتيلييه القاهرة (سابقاً) .

## الوظائف التي شغلتها
- عملت في تدريس الفن مع الفنان حامد عبد الله بمرسمهما الحر قرب ميدان التحرير.

## الأماكن التي عاشت فيها
- القاهرة.
- الأقصر.
- أسوان (النوبة).
- أماكن عديدة في أوروبا.

## المعارض الخاصة
- أقامت عدداً من المعارض الخاصة ابتداء من 1942 - 1996 في إنجلترا - السويد.
- معرض بخان المغربى (55 سنة فن) 1996 بالزمالك ـ القاهرة.
- معرض بالمركز المصرى للتعاون الثقافى الدولى (قاعة الدبلوماسيين الأجانب) القاهرة 1992.
- معرض بقاعة ايوارث بالجامعة الأمريكية 2004.
- معرض بقاعة (جوجان) بالزمالك يناير 2009.
- معرض بقاعة (جوجان) بالزمالك يناير 2010.
- معرض بقاعة بيكاسو بالزمالك ديسمبر 2012.
- معرض بجاليرى المسار أغسطس 2014.

## المعارض الجماعية المحلية
- شاركت في العديد من المعارض العامة والقومية وصالون القاهرة منذ عام 1943.
- الصالون الأول لفن الرسم (أسود ـ أبيض) بمركز الجزيرة للفنون - مايو 2004 (المكرمون).
- معرض بعنوان (في البرواز) بقاعة خان المغربى بالزمالك 2007.
- معرض (50 × 70) بقاعة جوجان بالزمالك - يونيو 2009.
- معرض مفاتيح الإبداع في البهو الرئيسى لقصر الأمير عمرو إبراهيم (متحف الخزف الإسلامي) - يناير 2010.
- معرض (المقتنيات الثاني عشر) بقاعة بيكاسو للفنون التشكيلية - يونيو 2010.
- معرض (في البرواز) بقاعة (خان المغربى) - يونيو 2010.
- معرض بجاليرى (المسار) بالزمالك - يونيو 2010.
- صالون قرطبة الأول للأعمال الصغيرة بقاعة قرطبة - مارس 2011.
- المعرض السنوى الرابع (التشكيل في الفن) بجاليرى المسار - مايو 2011.
- معرض (الفن لكل أسرة) بقاعة شاديكور - مارس 2012، 2013.
- صالون القاهرة (56) للفنون التشكيلية بقصر الفنون - مارس 2013.
- معرض (مقتنيات بيكاسو 15) بقاعة بيكاسو بالزمالك - يونيو 2013.
- معرض (الفن لكل أسرة) بقاعة شاديكور - مارس 2014.
- معرض (مقتنيات بيكاسو 16) بقاعة بيكاسو بالزمالك - يونيو 2014.

## المعارض الجماعية الدولية
- مثلت مصر في بينالى فينيسيا 1955 - 1960 - 1970.
- مثلت مصر في بينالى ساو باولو 1954.
- شاركت في بينالى الإسكندرية أعوام 1955- 1958- 1960.
- معرض جوجنهايم بنيويورك 1957.

## الزيارات الفنية
- سافرت مع زوجها إلى باريس ولندن لمدة عامين (1949 ـ 1951) وأقامت عدة معارض.
- من أبرز لوحاتها (المظاهرة - شم النسيم - مهاجرو كفر عبده - القافلة).

## البعثات والمنح
- منحة التفرغ للإنتاج الفنى 1960 - 1975.

## الجوائز المحلية
- جائزة الدولة التشجيعية في التصوير 1969 مع وسام العلوم والفنون.
- جائزة الدولة التقديرية 1996.
- الميدالية الذهبية في التصوير (في عيد العلم) 1960.

## الجوائز الدولية
- جائزة مسابقة جوجنهايم الدولى بنيويورك 1958.

## مقتنيات خاصة
- مجموعات خاصة لدى الأشخاص بمصر والخارج.

## مقتنيات رسمية
- متحف الفن المصرى الحديث القاهرة.
- متحف الفنون الجميلة بالإسكندرية.
- متحف الفن الحديث بإستكهولم.
- أنشأت مرسماً خاصاً بها في الزمالك لإنتاج وتدريس الفن 1957.

## محرك كوكلللبحث يحتفل بتاريخ ولادتها
احتفل محرك بحث جوجل في الانترنت بتاريخ ولادتها في التاسع من أيلول/سبتمبر كما موضح في الصورة.

شعار محرك بحث جوجل يحتفي بمناسبة عيد ميلاد الفنانة التشكيلية تحية محمد حليم. نشر في 9 سبتمبر 2015.

## وفاتها
توفيت تحية حليم في 24 مايو 2003 عن عمر يناهز ال83 سنة.